# Conférence nationale des académies des sciences, lettres et arts
 (décembre 2020).
Si vous disposez d'ouvrages ou d'articles de référence ou si vous connaissez des sites web de qualité traitant du thème abordé ici, merci de compléter l'article en donnant les références utiles à sa vérifiabilité et en les liant à la section « Notes et références ».
La Conférence nationale des académies des sciences, lettres et arts réunit, sous l'égide de l'Institut de France, les académies françaises de province, dont la plupart remontent à l'Ancien Régime. La Conférence a le statut d'une Association loi de 1901.

## Caractéristiques
Elle a été créée à l'initiative d'Edmond Reboul, président de l'Académie des sciences, belles-lettres et arts de Lyon, et du bâtonnier Albert Brunois, alors président de l'Académie des sciences morales et politiques. Le projet de Conférence est validé le 21 novembre 1989 à Paris, au palais de l'Institut de France, quai de Conti, en présence des cinq académies parisiennes. Y étaient réunies 23 académies de province ayant, pour 22 d'entre elles, reçu « avant la Révolution des lettres patentes leur conférant le titre d'académie royale » (cf. Pierre-Henri Baucher, membre de l'Académie des Sciences morales et politiques : compte rendu de la séance de l'Institut du 21 novembre 1989 cité dans la bibliographie). La Conférence a été officiellement installée en octobre 1991, et ses statuts adoptés en 1994. Ils furent légèrement modifiés en 2020.
Ces académies ont en commun leur ancienneté - la plupart d'entre elles disposent de Lettres patentes royales, leur caractère pluridisciplinaire, la nature de leurs activités, un rôle culturel régional ou local important, ainsi que des règles de recrutement (nombre de sièges limité, recrutement par vote) et de fonctionnement proches. Les académies membres de la Conférence sont par ailleurs tenues de publier leurs Mémoires.

## Objectifs de la Conférence
La Conférence nationale des académies des sciences, lettres et arts s’est donné pour but de :
- contribuer à une meilleure mise en valeur en France et à l’étranger du patrimoine culturel et intellectuel que représentent les académies de province ;
- coordonner et de développer par une liaison permanente les initiatives et les réalisations des académies membres, chacune d’entre elles continuant à agir de façon autonomie conformément à son statut et à ses spécificités ;
- mettre en communication les différentes académies et de promouvoir les relations interacadémiques ;
- favoriser les travaux en commun ;
- contribuer avec l’Institut de France aux réflexions sur le rôle et les évolutions des académies de province.

## Actions de la Conférence
À l'occasion de son assemblée générale annuelle, la Conférence organise un colloque qui se tient en province les années paires et à Paris, à l'Institut de France, les années impaires. Si les colloques provinciaux s'attachent à mettre en relief la vitalité tant économique que culturelle de la région dans laquelle ils se tiennent au gré des changements de présidence (cf. ci-dessous), les colloques nationaux en revanche portent sur des thèmes à portée universelle, thèmes proposés par le bureau de la Conférence et approuvés par le Chancelier de l'Institut de France. C'est ainsi que furent successivement abordés les thèmes suivants :
- octobre 2005 : La Séparation en province (centenaire de la loi de 1905 sur la séparation de l'Église et de l'État).
- octobre 2007 : La Nation française.
- octobre 2009 : Le Progrès social.
- octobre 2011 : La Découverte de la Terre.
- octobre 2013 : L'Esprit en progrès.
- octobre 2015 : Le Corps de l'Homme.
- octobre 2017 : L'Héritage.
- octobre 2019 : L'Innovation.
- octobre 2021 : L'Intérêt public.
- octobre 2023: L'engagement.

Tous ces colloques se sont tenus sous la direction du professeur Michel Woronoff, président honoraire de la Conférence nationale des Académies. 
Jusqu'en décembre 2013, la Conférence nationale des académies a régulièrement publié une Lettre des Académies tous les quadrimestres. Cette Lettre remplacée au début de 2014 par des publications en ligne consultables sur le site de la Conférence.  
La Conférence édite par ailleurs la revue Akademos qui publie d'une part les actes des colloques tant provinciaux que nationaux (cf. ci-dessus) et d'autre part chaque année un numéro dans lequel paraissent des articles laissés au choix des académiciens. En 2021 a été publié un numéro hors-série grand public consacré à l'Éducation (Éducations. Aux enfants du siècle, Hors-série 2021,  (ISSN 1261-8144)).

## Fonctionnement
La présidence de la Conférence est tournante et passe de ville en ville tous les deux ans. 
Désigné par le Chancelier de l'Institut de France, un président d'honneur traditionnellement membre de l'Académie des Sciences Morales et Politiques, représente l'Institut de France au sein de la Conférence. Ce furent successivement Jean Imbert de 1995 à 1998 ; le professeur Alain Plantey de 1998 à 2011 ; le professeur Bernard Bourgeois de 2011 à 2023. 
Depuis 2024, cette présidence d'honneur est assurée par le professeur Jean-Robert Pitte, Secrétaire perpétuel honoraire de l'Académie des Sciences Morales et Politiques.
L'habitude s'est prise de réunir l'assemblée générale alternativement à Paris, à l'Institut, les années impaires, et en province, dans la ville chargée de la présidence, les années paires.

### Présidents
- 1994-1996 : Edmond Reboul

- 1996-1998 : Alain Larcan

- 1998-2000  : Patrice Bonnefous (Académie de Versailles)

- 2000-2002  : Charles Mavaut (Académie de La Rochelle)

- 2002-2004  : Michel Woronoff (Académie de Besançon)

- 2004-2006  : Jean-Claude Rémy (Académie d'Angers)

- 2006-2008  : Daniel Grasset (Académie de Montpellier)

- 2008-2010 : André Laronde (Académie delphinale)

- 2010-2012  : Jeanne-Marie Demarolle (Académie de Metz)

- 2012-2014  : François Braud (Académie de Bordeaux)

- 2014-2016  : Françoise L'Homer-Lebleu (Académie d'Orléans)

- 2016-2018 : Jean-Paul Meyrueis[6] (Académie du Var)

- 2018-2020 : Christiane Roederer[7] (Académie d'Alsace)

- 2020-2022 : Jean-Michel Dulin (Académie de Mâcon)
- 2022-2024  : Didier Laforge (Académie de Caen).
- Depuis octobre 2024: Philippe Dazet-Brun (Académie des Jeux floraux, Toulouse).

## Composition
La Conférence associe 33 académies de province, dont 25 nées avant la Révolution.
Liste des Académies membres de la Conférence :
- Académie des sciences, agriculture, arts et belles-lettres d'Aix
- Académie d'Alsace des sciences,lettres et arts
- Académie des sciences, des lettres et des arts d'Amiens
- Académie des sciences, belles-lettres et arts d'Angers
- Académie florimontane d'Annecy
- Académie d'Arles, sciences, belles-lettres et arts
- Académie des sciences, lettres et arts d'Arras
- Académie des sciences, belles-lettres et arts de Besançon et de Franche-Comté
- Académie nationale des sciences, belles-lettres et arts de Bordeaux
- Académie des Sciences, Arts et Belles-Lettres de Caen
- Société nationale académique de Cherbourg
- Académie des sciences, belles-lettres et arts de Clermont-Ferrand
- Académie delphinale
- Académie des sciences, arts et belles-lettres de Dijon
- Académie des Jeux floraux
- Académie des sciences, belles-lettres et arts de Lyon
- Académie des sciences, arts et belles-lettres de Mâcon
- Académie des sciences, lettres et arts de Marseille
- Académie nationale de Metz
- Académie de Montauban, sciences, lettres, arts, encouragement au bien
- Académie des sciences et lettres de Montpellier
- Académie de Nîmes
– Académie d'Orléans, agriculture, sciences, belles-lettres et arts
- Académie nationale de Reims
- Académie des belles-lettres, sciences et arts de La Rochelle
- Académie des sciences, belles-lettres et arts de Rouen
- Académie des sciences, belles-lettres et arts de Savoie
- Académie de Stanislas, sciences, lettres et arts
- Académie des sciences, inscriptions et belles-lettres de Toulouse
- Académie des sciences, arts et belles-lettres de Touraine
- Académie du Var
- Académie des sciences morales, des lettres et des arts de Versailles et d'Île-de-France
- Académie de Villefranche et du Beaujolais.